# The Song Remains Insane
The Song Remains Insane är den första DVD:n med bandet Soulfly. Den släpptes den 1 mars 2005 av Roadrunner Records. På denna hemvideo får man följa Soulflys karriär mellan 1997 och 2004, med framträdanden från olika länder (där bland annat en liveinspelning från Hultsfredsfestivalen 2004 i Sverige), musikvideor och intervjuer.

## Låtlista
1. "Prophecy"
2. "Eye For An Eye"
3. "Living Sacrifice"
4. "Bring It"
5. "Refuse/Resist" (Sepultura cover)
6. "Execution Style"
7. "Seek 'N' Strike"
8. "Roots Bloody Roots" (Sepultura cover)

### Musikvideor
1. "Bleed"
2. "Back To The Primitive"
3. "Seek 'N' Strike"
4. "Prophecy"

### Bonusmaterial
1. "Attitude" (Sepultura cover)
2. "First Commandment"
3. "No Hope = No Fear"
4. "Pain" (gömd spår)
5. "Mars" (gömd spår)
6. "Wings" (gömd spår)
7. "Blow Away" (Ruff Mix) (audio)
8. "Fire" (Dub Fire Mix) (audio)
9. "Prophecy (demo) (audio)